# Chaouki Ben Saada
Chaouki Ben Saada (arabă: شوقي ابن سعادة) (n. 1 iulie 1984, Bastia, Corsica, Franța) este un fotbalist tunisian aflat sub contract cu OGC Nice.